# Jakub Kubowski
Jakub Kubowski (właśc. Cyterszpiler) pseud. Jurek, Kuba (ur. 13 listopada 1903 w Warszawie, zm. 1937 w ZSRR) - działacz komunistyczny, poeta, publicysta, współtwórca Związku Młodzieży Komunistycznej (ZMK/KZMP), kierownik Centralnego Wydziału Propagandy i Agitacji Komitetu Centralnego (KC) ZMK.

## Życiorys
Pochodził z żydowskiej rodziny mieszczańskiej; był synem Hersza i Chaji z d. Gerstenzang. W 1919 wstąpił do KPRP. Został sekretarzem dzielnicowym KPRP w Śródmieściu. 1920-1922 był wolnym słuchaczem na Wolnej Wszechnicy. W marcu 1921 KC KPRP wysłał go do Rosji sowieckiej, gdzie „Kuba” m.in. reprezentował komunistyczną młodzież Polski na II Zjeździe Komunistycznej Międzynarodówki Młodzieży w sierpniu 1921 w Moskwie. Po powrocie do kraju w listopadzie 1921 brał udział w pierwszej konferencji warszawskiej organizacji komunistycznej młodzieży i został członkiem powołanej przez KC KPRP komisji dla tworzenia ogólnopolskiego, samodzielnego ZMK. Po I Zjeździe ZMK w marcu 1922 „Kuba” został kierownikiem centralnej „techniki” ZMK i współredaktorem pisma wydawanego przez KC ZMK „Towarzysz”. 1922-1927 więziony za działalność komunistyczną; podczas pobytu w więzieniu studiował dzieła Marksa, Lenina, Róży Luksemburg i innych teoretyków komunizmu. Po wyjściu z więzienia został kierownikiem Centralnego Wydziału Propagandy i Agitacji KC ZMK i sekretarzem centralnej redakcji młodzieżowej. Autor kilku wierszy opublikowanych na łamach „Nowej Kultury”, legalnego pisma komunistycznego, m.in. Serce w ekierce (1924). Członek Komitetu Warszawskiego KPP. Uczestnik III plenum KC ZMK w listopadzie 1927. Od czerwca 1929 mieszkał w Moskwie i działał w WKP(b). Studiował w Instytucie Czerwonej Profesury na wydziale światowej gospodarki i polityki, skierowany tam przez sekcję polską Kominternu. W 1933 został szefem wydziału politycznego stacji maszynowo-traktorowej na północnym Kaukazie, a w 1935 dyrektorem sowchozu „Komsomolec”. Był odznaczony Orderem Czerwonego Sztandaru Pracy. Napisał kilka prac i recenzji naukowych. 02.10.1937 r. został aresztowany pod zarzutem udziału w Polskiej Organizacji Wojskowej (POW) i na podstawie wyroku NKWD stracony. Był żonaty z działaczką KPP i PZPR Eugenią Szwarcbard, z którą miał córkę i syna.